# PRB M966
Die PRB M966 ist eine Antipersonenmine aus belgischer Produktion. Sie ist eine Kopie der US-amerikanischen M2A4 Springmine. Während die USA die Produktion dieser Mine aufgrund unbefriedigender Leistung bereits 1944 wieder einstellten und sie dann durch die M16 ersetzten, wurde die PRB M966 durch die Poudreries réunies de Belgique (PRB) bis 1990 produziert und vertrieben.
Ende der 1980er-Jahre geriet die PRB in finanzielle Schwierigkeiten und erklärte die Insolvenz, woraufhin die Produktion der PRB M966 vorläufig stoppte. Die Ratifizierung der Ottawa-Konvention durch Belgien führte zum endgültigen Aus der Produktion in Belgien.
Kunde für diese Mine war u. a. Südafrika, das sie im Südafrikanischen Grenzkrieg in Namibia einsetzte.